# Українська автокефальна православна церква (1919—1937)
Українська Автокефальна Православна Церква (1919—1937) — українська православна церковна організація, що виникла під час національно-визвольних змагань (1917—1921). Призупинила своє існування в кінці 1930-х років внаслідок терору та репресій влади СРСР.

## Передумови створення
Після Лютневої революції 1917 року, національно-визвольний рух, що охопив Україну, заявив про себе на повний голос і в церковному житті. Набирав сили церковно-світський рух за українізацію церковного православного життя та за незалежність від Московського патріархату. Майже в усіх єпархіях України почали скликатися з'їзди духовенства та мирян, на яких обговорювались проблеми повернення до української мови в церкві. Дуже важливим і актуальним були також проблеми відновлення соборного і виборного начал церкви, які колись відрізняли українське православ'я від авторитарного російського.
На першому Всеросійському з'їзді духовенства і мирян (червень 1917 року) делегати десяти українських єпархій внесли текст декларації з проголошенням автокефалії та українізації. Тоді ж почалася підготовка до всеукраїнського з'їзду. Однак під тиском Синоду Російський тимчасовий уряд указом Керенського (липень 1917) заборонив цей з'їзд.
У другій половині 1917 року у Києві була створена Всеукраїнська Церковна Рада, що складалася з духовенства та мирян. Головою ВПЦР був обраний архієпископ Олексій Дородніцин. Раніше (в середині 1917 року), владика Олексій видав перший молитовник українською мовою. До ради також увійшли протоієреї Василь Липківський, Олександр Маричів та інші визначні духовні та світські особистості.
Уперше ідею апеляції до арбітражу Константинополя при врегулюванні питання статусу
православної церкви в Україні висловив у грудні 1917 року саме архієпископ Олексій (Дородніцин). Як історик церкви, він прекрасно знав усі суперечливі моменти пов'язані із підпорядкуванням Київської митрополії Московському патріархату та можливості перегляду канонічних відносин між Петербургом (Москвою) та Києвом. Однак урядової підтримки докінця 1918 року ця ідея не здобула.
ВПЦР ставила собі за мету створення Української Автокефальної Православної церкви. Але швидкому вирішенню цих питань заважала, як політична нестабільність в Україні та більшовицька агресія проти УНР, так й те, що майже вся православна ієрархія складалась з росіян, які зайняли антиукраїнську позицію.
На початку 1918 року в Києві було скликано Всеукраїнський Церковний Собор, який виступив за створення незалежної від московського патріархату української церкви. Однак, 19 січня робота Собору перервалася наступом більшовиків на Київ.
Після створення Української Держави, гетьман Павло Скоропадський також всіляко сприяв створенню української автокефальної церкви. Проте, намагання Всеукраїнської церковної ради та гетьманського уряду домогтися автокефалії для Української Церкви знову наштовхнулися на спротив єпископів-росіян. Замість автокефалії єпископи погодились на обмежену автономію від МП.
У травні 1918 року в Києві було створено комісію, куди ввійшли київські вчені богослови поміркованого напрямку, з одного боку, та видатні українські автокефалісти, такі як Чехівський, Маричев та ін. Комісія підготувала «Проєкт Конституції Української церкви». Це була компромісна конституція — Українська церква мала дістати широку автономію, але визнати зверхність московського патріарха. В червні проєкт було відправлено до Московської патріархії на затвердження. Патріарх Тихон, однак, ухилився від однозначної відповіді, не дав згоди, не підписав Конституцію.
Крім того, проросійські єпископи, після літньої сесії Собору (1918), виключили з нього прихильників автокефалії. В свою чергу виключені організували братство Святих Кирила та Мефодія, перед яким поставили таку ж мету, яку раніше мала Всеукраїнська церковна рада — незалежність Української Церкви від Російської.

## Церква за Директорії
Після антигетьманського перевороту та встановлення влади Директорії, 1 січня 1919 року був прийнятий «Закон про верховне управління Української Православної Автокефальної Синодальної Церкви».
Відповідно до цього Закону Українська Церква зі своїм Святим Синодом та ієрархією позбавилася будь-якої залежності від Всеросійського Патріарха (§ 6). Найвища законна влада, судова й адміністративна переходила до Собору Всеукраїнської Церкви (§ 1). Для постійного керівництва церковними справами, за законом, був необхідний Святий Синод із двох єпископів, одного архіпресвітера, одного пресвітера, одного диякона та трьох мирян (§ 2). Членів Святого Синоду повинен був вибирати Всеукраїнський церковний собор, але до його скликання їх призначав український уряд. До компетенції Святого Синоду мали належати справи релігії, адміністрації, матеріяльного постачання, навчання, перевірки та судів (§ 3). На засіданнях Святого Синоду делеґат уряду мав бути присутнім з метою надання розпоряджень, тлумачення законів, які висунув уряд, нагляду за виконанням законів та декретів Святого Синоду, які не шкодять справі держави. Делеґат мав право протесту у Раді міністрів (§ 4).
До участі в Першому Святому Синоді уряд серед інших призначив архієпископа Катеринославського Агапіта (Вишневського), єпископа міста Кременця Діонісія (Валединського) та протоієрея Василя Липківського. Окрім цього, припинялось літургійне поминання Російського Патріарха та Митрополита Антонія в українських церквах.
У березні 1919 року парафіяни на своїх зборах у Києві попросили єпископа Назарія, щоб він сам провів читання Евангелій Страстей і Воскресіння Господа нашого Ісуса Христа українською мовою у малій каплиці Святої Софії. Коли Назарій не погодився, збори уклали Церковний статут і затвердили його в уряді. Одразу після цього уряд затвердив нову українську парафію та віддав їй церкву Святого Отця Миколая на Печерську. Тим часом згадані збори прийшли до переконання, що необхідно не лише в Києві, а і в інших регіонах України встановлювати українські парафії, і тому проголосили себе Всеукраїнською церковною радою (перша Рада існувала у 1917—18 роках аж до Собору). Главою Ради обрали мирянина Михайла Наумовича Мороза, а до секретаріяту — іншого мирянина, Івана Васильовича Тарасенка. Серед головних натхненників Всеукраїнської церковної ради були протоієрей Василь Липківський, Нестор Шараївський та інші. Рада не хотіла відразу розривати зв'язки із єпископом Назарієм і тому знову попросила благословення на відправу церковних служб народною мовою. Тепер єпископ Назарій дав на це свою згоду.
9 травня 1919, у день Святого Миколая, відбулася перша літургія з читанням Евангелій, псалмів і кантів українською мовою. Композитор Микола Леонтович написав для цієї урочистости нові ноти кантів і сам диригував хором. Того дня така кількість народу зібралася у церкві Святого Миколая, що багато людей тіснилося у дверях церкви. Після літургії численні віруючі хотіли записатися тоді до української парафії, що була на той час єдиною. Пізніше Василь Липківській назве 9 (22 за н.ст.) травня 1919 року «Днем народження УАПЦ».
Український церковний рух постійно зростав. 10 липня почалися україномовні богослужіння в Софії Київській. Згодом делегати трьох парафій прийшли до єпископа Назарія з проханням затвердити вибраних священиків, але він не захотів з ними говорити та ще й погрожував священикам трьох парафій, які відправляли українською мовою, усуненням від богослужінь та повідомив про це Патріархові Тихону. 19 серпня було виголошено відповідь Патріарха Тихона. Обвинувачені священики не зазнали жодних церковних покарань, але Патріарх закликав їх бути послушними єпископові Назарію й очікувати розв'язки прохання українців на майбутньому Всеросійському соборі.
Одночасно, Директорія розпочала активні дії, щоб отримати визнання автокефалії від Константинопольського Патріарха. З цією метою до Константинополя виїхала спеціальна місія на чолі з Олександром Лотоцьким, вона представила у патріаршому престолі меморандум від уряду, в якому вимагалося визнання автокефалії Української Церкви. Однак це прохання не можна було виконати швидко, бо патріарший престол був вакантним. Згодом, 9 березня 1920 року, замісник патріаршого престолу Митрополит Дорофей передав у руки міністра віросповідань Івана Огієнка рішення Патріаршого Синоду про те, що розгляд рішення у цій справі належить до нового Патріарха.
Проте, внаслідок вторгнення до України військ радянської Росії та встановлення радянської влади, завершити процес визнання Української церкви Вселенським православ'ям представники Директорії не встигли.

## Під час зміни влад
1919 року — після окупації України більшовицькими військами та зайняття Києва, був розпущений Святий Синод, створений раніше Директорією. Деякі його члени залишилися в Києві, інші разом з урядом перебралися у Кам'янець-Подільський.
Радянської владою було проголошено закон про відокремлення Церкви від держави, дещо раніше (22 січня) цей закон був оприлюднений у Харкові. Усі церкви й усі церковні нерухомі маєтки були конфісковані. Священнослужителі тепер залежали винятково від щедрости віруючих. У цей час Київську єпархію за відсутности Митрополита Антонія очолював його вікарій, єпископ міста Черкас Назарій.
31 серпня 1919 року Київ захопило військо генерала Денікіна. Одночасно повернувся до Києва митрополит Антоній Храповицький. У пастирському листі, виданому відразу по поверненні, Антоній заборонив вірним мати який-небудь зв'язок з «таємними ворогами православ'я — петлюрівцями».
Сподвижники Всеукраїнської церковної ради, які залишилися в Києві зазнали переслідувань. Три церкви, які за більшовиків стали українськими, у них знову відібрали, а 15 священиків, які там правили, а серед них — протоієрей Василь Липківський і Нестор Шараївський, Антоній усунув від богослужінь.
Архієпископа Агапіта (Вишневського), який був членом Святого Синоду, створеного Директорією, був звинувачений у пропагуванні автокефального руху серед київського кліру. Його засудив «Священний Синод юга России», позбавили панагії та заслали до монастиря. Богослужіння українською мовою було знову повністю заборонено.
У грудні 1919 року, під натиском більшовиків, разом з денікінцями залишив Київ, й Антоній. Управління Київською єпархією знову перейшло єпископові Назарієві Блінову.

## Під більшовиками
Після остаточного встановлення більшовицької влади в Україні деякий час російське партійне керівництво проводило толерантну політику щодо української автокефалії, з метою послабити вплив патріарха Тихона та підпорядкувати РПЦ собі.
5 травня 1920 р. УАПЦ проголосила про своє відновлення як незалежної Помісної Церкви.
Тим часом в Україні не залишилось ні одного єпископа, який би був прихильником української церкви. Одночасно більшість священиків та мирян підтримували дії Всеукраїнської церковної ради.

### Перший Всеукраїнський Церковний Собор
Організаційне оформлення УАПЦ відбулось на її першому Всеукраїнському соборі в Софії Київській у жовтні 1921. Скликаний він був без дотримання канонічної процедури і без участі православних єпископів. Його ініціатором була Всеукраїнська православна церковна рада (ВПЦР) — громадська організація, до якої входила невелика група однодумних священиків і мирян. Її головою був соціаліст Михайло Мороз, а серед провідних діячів чільне місце займав прот. Василь Липківський.  З ініціативи ВПЦР у радянській Україні було утворено та зареєстровано Українську спілку православних парафій (УСПП), на базі якої і мав відбутись собор.
Від початку цей захід планувався як «І-й Всеукраїнський церковний з'їзд Української Спілки Православних Парафій», але в процесі підготовки був перейменований на «Всеукраїнський православний церковний собор», хоча чимало його делегатів мали мандати не собору, а саме з'їзду. Навіть вже на самих засіданнях частина його делегатів не погоджувалась з перейменуванням «з'їзду» на «собор», оскільки на ньому не було жодного єпископа. Проте таких незгодних було позбавлено права голосу та участі.

Учасник цього з'їзду священик Ксенофонт Соколовський запитав: «чи не має наміру собор сам створити єпископат?», На що Чеховський відповів: раз собор визнається правомочним і канонічним, така можливість не виключена.
Собор, що проходив з 14 по 30 жовтня, підтвердив автокефалію УАПЦ, проголошену Всеукраїнською православною церковною радою 5 травня, і вписав її до канонів УАПЦ, як одну з головних засад: «Українська Православна Церква є автокефальною, ніякому духовному урядові інших Православних Церков не підлегла, і сама порядкує своїм духовним життям за провідництвом Святого Духа».
На Першому Всеукраїнському Церковному Соборі було проголошено три основні засади УАПЦ — автокефалію, соборноправність, українізацію.
1. Автокефалія, тобто незалежність Української Церкви від будь-якої чужої церковної влади,
2. Соборноправність. тобто участь усіх вірних у розв'язуванні справ Церкви через своїх представників на Соборах — парафіяльних, єпархіяльних і Всеукраїнському, імпонувала всім, хто стояв на засадах боротьби з більшовицько-комуністичною диктатурою.
3. Українізація сприймалась всіма, хто визнавав право на життя української культури, рідної мови, рідної пісні, рідних звичаїв і обрядів.

Жоден єпископ (усі вони належали до Російської православної церкви в Україні) не захотів узяти участь у Соборі українських православних. Це означало, згідно з канонами Церкви, що Собор не мав права обирати предстоятеля церкви (митрополита) та, в результаті, покладати єпископів. Для багатьох віруючих тоді повстало запитання — чи був присутній на Українському Соборі Христос, чи говорив на Соборі Дух Святий?
В ситуації, коли неможливо було провести канонічне поставлення єпископів, собор вирішив провести висвячення єпископів через рукоположення самих священиків. Таким чином було висвячено протоієрея Василя Липківського, який став митрополитом УАПЦ та протоієрея Нестора Шараївського. Після цього, вони рукоположили інших 27 єпископів для УАПЦ.
Після уважного обговорення тез отця Василя Собор визнав своє зібрання канонічним і правочинним голосом усієї Української церкви.
Всеукраїнський церковний собор висвятив — покладанням рук усього духовенства — свого першого єпископа Василя Липківського й обрав його главою Української автокефальної православної церкви — Митрополитом Київським і всієї України. Після цього була висвячена українська ієрархія й затверджені головні — нові й необхідні — засади життя Української церкви, такі, як автокефалія, відокремлення від держави, соборність, а також — рідна мова в храмах та в церковних школах. Таким чином Василь Липківський став митрополитом і приступив до реформації УАПЦ.
Собор проголосив створення Української Автокефальної Православної Церкви, наголосив на непідлеглості Церкви керівництву інших церков і визнав примусовий перехід Київської церкви під зверхність Московського патріархату 1686 року аморальним та антиканонічним актом. Сакральною мовою Церкви була визнана українська.
Склад Собору втілював принцип соборноправності: приблизно сьома частина його делегатів були священнослужителями (64 священики й 17 дияконів), а решта — миряни, і серед них академіки Агатангел Кримський та Сергій Єфремов, професори Володимир Чехівський, Василь Данилевич, Григорій Стороженко та Петро Стебницький, композитор Кирило Стеценко, письменники Людмила Старицька-Черняхівська та Григорій Косинка.
За зізнаннями самого Липківського, переважна більшість учасників собору були малограмотні селяни та робітники, котрі не мали відповідних богословських знань і змоги перевірити достовірність сказаного очільниками зібрання. Як згадував з цього приводу учасник тих подій і згодом голова ВПЦР УАПЦ (1924—1926) протод. Василь Потієнко: «Ніде правди діти: депутати собору здебільшого були люди мало обізнані з церковними канонами і всякими місіонерськими хитромудрими сентенціями».
Звертаючись у завершальний день Собору до українського православного люду, Василь Липківський сказав: «Все, що сталося, було підготовлено найкращими силами України», — і закликав делегатів «не тільки берегти Церкву, а й ширити. Кожен з вас повинен бути апостолом церкви Української».
Перші місяці після Собору 1921 року в Києві панувало духовне піднесення. Щодня правилися Служби Божі у Святій Софії, виступали проповідники, відбувалися висвяти нових священиків. Протягом двох місяців було висвячено близько 200 священиків і стільки ж дияконів. Наприкінці 1926 року УАПЦ мала 32 єпископи, близько 3000 священиків і майже 6 млн вірних.
Незважаючи на для декого сумнівний спосіб висвячення українська церква швидко здобула велику кількість мирян. В 1927 році вона мала кілька тисяч церков по всій Україні.

### Всеукраїнська православна церковна рада
Керівництво церквою здійснював Всеукраїнський православний церковний собор, а в міжсоборний період — постійно діюча Всеукраїнська православна церковна рада (ВПЦР); на місцевому рівні — округові, районні, парафіяльні собори та відповідні їм церковні ради. Головами ВПЦР були: Михайло Мороз (1919—1924); протодиякон Василь Потієнко (1924—1925), єпископ Петро Ромоданів (1926—1927), протоієрей Леонід Юнаків (1927—1930).

### Початок терору
Після короткого часу толерантності, більшовики розпочали терор проти української церкви. У циркулярному листі Секретного відділу ГПУ УСРР «Про українську громадськість» (30 березня 1926 р.) містилися чіткі формулювання щодо УАПЦ: активісти українського національного руху бачать в цій конфесії «не мету, а засіб, і через церкву автокефалісти намагаються відновити те, що їм не вдалося провести шляхом політичної та військової боротьби». Наводилися висловлювання єпископів і кліриків УАПЦ: «… Українці не повинні сподіватися на більшу допомогу з-за кордону, а повинні агітаційним шляхом, через автокефальну церкву, вести український народ до самостійної України, весь час бути напоготові для підняття народного духу, так як український народ може виступити за створення самостійної України».
Циркуляр від 4 вересня 1926 року «Про український сепаратизм» оголошував «Українську автокефальну церкву могутнім оплотом націоналізму і відмінним агітаційним знаряддям».
25 лютого 1926 р політбюро ЦК КП (б) У на закритому засіданні схвалив рішення про репресії проти активістів УАПЦ. За даними ГПУ УРСР, 214 священиків УАПЦ були в минулому військовослужбовцями армії УНР, 55 — членами українських національних партій, 46 — колишніми царськими офіцерами, 22 — білогвардійцями, 17 — жандармами і поліцейськими. До лютого 1926 р на думку ГПУ, 59 % кліру УАПЦ (331 осіб) перебували на «ворожих позиціях», а 70 % парафій ведуть політичну агітацію.
У 1925 р. в УРСР нараховувалося 989 парафій УАПЦ (680 тис. прихожан). Після відсторонення (за вказівкою ГПУ і через її агентуру в УАПЦ) В. Липковского і його прихильників від керівництва УАПЦ на її Другому Всеукраїнському Церковному соборі в жовтні 1927 р верхівка автокефалії стала повністю підконтрольна чекістам, УАПЦ об'єдналася з власними ж розкольниками з ДХЦ.
29-30 січня 1930 р. 40 єпископів на Надзвичайному з'їзді оголосили про розпуск УАПЦ за «контрреволюційну діяльність», оголосивши заодно В. Липковского «іудохристопродавцем». Митрополит доживав решту до розстрілу роки в передмісті Києва, в бідності, під постійним наглядом ГПУ — НКВД, писав «Історію Української церкви» і проповіді, листувався з українськими церковними діячами за кордоном, робив українські переклади богослужбової літератури, удосконалював церковний статут. Дієво-Христова церква (ДХЦ), що утворилася в 1924 р шляхом відділення від УАПЦ (в результаті оперативної комбінації ГПУ) амбітного М. Мороза і декількох єпископів. З'їзд ДХЦ 20-22 жовтня 1925 р проходив під контролем ГПУ.
Внутрішні (здавалося б) певні непорозуміння, зокрема у особистісних відносинах, конфліктні ситуації, поява «опозиції», зневіра частини духовенства у можливості подальшого пастирського служіння не були суто власними, внутрішніми проблемами УАПЦ. Вони привносилися, підживлювалися, роздмухувалися ззовні — силами ГПУ.
Наступником митрополита Липківського став Микола (Борецький). Проте й він недовго пробув на митрополичій кафедрі. За декілька років шляхом терору, арештів та розстрілів радянська влада повністю знищила всіх священиків та багато мирян УАПЦ. Єдиний з єпископів, якому вдалося вижити, був Іван Теодорович, який 1925 року, за дорученням митрополита Липківського виїхав до США. Пізніше він очолив Українську Православну Церкву у США.
1929 року, заарештовує більшість діячів УАПЦ, а 28—29 січня 1930 року інсценізований владою Надзвичайний Собор у Києві ліквідує УАПЦ. Деякий час напівзнищену церкву очолював Іван (Павловський).
22 жовтня 1937 року Митрополита Василя Липківського вчергове заарештували. Старша дочка та двоє синів Липківського теж були заарештовані й відправлені до Сибіру. За рішенням так званої «трійки» НКВД — Митрополита, якому на той час було 74 роки, було розстріляно 27 листопада 1937 року. Все священство та активні вірні УАПЦ були заарештовані, заслані та розстріляні НКВД протягом 1930 — 1937 рр. Напередодні Другої світової війни були ліквідовані майже всі прояви УАПЦ в радянській Україні.
Попри те, що священство УАПЦ протягом 1926–1937 років винищено більшовицькими окупантами, єпархії УАПЦ продовжували діяти у Канаді та США під керівництвом митрополита Івана (Теодоровича).

## Роль та оцінки діяльності УАПЦ у національному відродженні
На думку сучасних українських істориків, український церковно-визвольний рух став відповіддю на тривале національне поневолення та принижене становище Православної Церкви в Україні до 1917 р.  [Архівовано 22 квітня 2021 у Wayback Machine.] Попри неканонічність УАПЦ, її роль у національно-визвольному русі українського народу в період її діяльності надзвичайно важлива. Великий внесок у просвітницькій роботі в дусі самобутності українського народу, його прав на створення власної самостійної держави, вклала еліта тогочасної української інтелігенції, державні діячі, освітяни  [Архівовано 26 січня 2022 у Wayback Machine.], які нерідко самі ставали священнослужителями УАПЦ. Таке об'єднання інтелігенції та національно орієнтованих священників дало поштовх до відродження Українського православ'я з однієї сторони, з іншої — не лише долучити велику кількість населення України до розбудови власної Церкви, її демократизації, але й пробудити серед українців почуття національної гідності та свідомості. [Архівовано 22 квітня 2021 у Wayback Machine.]

Через неканонічність, роль УАПЦ в Українському православ'ї, яка в силу політичних реалій офіційно діяла впродовж 1921—1937 рр., часто залишається недооціненою. Цікавими будуть слова Т.Сидоренка, який з цього приводу на закиди противників УАПЦ сказав наступне: 
«…що самі канони ще не творять Христової Церкви. Вони забули, що московська Церква своїм орденоносним патріярхом … безсумнівно канонічна, але нічого спільного з Христом не має, являючись прибудівкою влади Антихриста. Вони забули, що фарисеї і книжники самого Господа Ісуса Христа обвинувачували в порушенні закону (канону Мойсея). Вони забули, що Христос картав цих лицемірів, доводячи їм, що творити добре діло можна і в суботу (витягти вола з рова чи вилікувати недужого). Вони забули, що після жовтневої контрреволюції упав в рів не віл, а котився у прірву марксо-ленінської облуди 40-мільйоновий український нарід. Вони забули, що митр. Василь і всі єпископи і священики УАПЦ із 1921 р. взяли свій хрест і пішли на Всеукраїнську Голгофу, виконавши найбільші заповіді Христа про любов до Бога і ближнього свого, — заповіді на яких базується ввесь Закон і Пророки…».  [Архівовано 14 вересня 2020 у Wayback Machine.]

## Ієрархія Української Автокефальної Православної Церкви— 1921—1936рр
Підкреслені архієреї церкви, які служили після 1930.
- Митрополит Василь Липківський, Київський і всія України (1921—1927)
- Митрополит Микола Борецький, Київський і всія України (1927—1930)
- Митрополит Іван Павловський, Харківський і всія України (1926—1936), Черкаський і Чигиринський (1922—1926)
- Архієпископ Нестор Шараєвський, Архієпископ Київський, заступник Митрополита Київського і всієї України (1921—1927)
- Архієпископ Олександер Ярещенко, Харківський (1923–1926), Лубенський (1921–1923)
- Архієпископ Іоанн Теодорович, Вінницький і Подільський (1921–1924)
- Архієпископ Йосип Оксиюк, Полтавський (1928—1936), Лубенський і Миргородський (1923—1928), заступник Митрополита Київського і всієї України (1927—1936), Кам'янець-Подільський (1922—1923)
- Архієпископ Костянтин Малюшкевич, Київський, вікарій митрополита, заступник Митрополита Київського і всієї України (1927—1936), Катеринославський (1924—1927), Уманський (1922—1924)
- Архієпископ Юрій (Георгій) Жевченко (Євченко), Одеський і Миколаївський (1928—1929), Полтавський (1924—1927), Сквирський (1922—1924)
- Архієпископ Костянтин Кротевич (Кротович), Вінницький (1924—1927), Полтавський (1922—1924)
- Архієпископ Юрій (Георгій) Міхновський, Чернігівський (1921—1922), Золотоніський (1921)
- Архієпископ Степан Орлик, Дніпропетровський (1921—1928), Волинський (1921)
- Архієпископ Антоній Гриневич, Балтський і Першотравненський (1928—1930)
- Архієпископ Феодосій (Теодосій) Сергіїв, Лубенський (1931—1934), Волинський (1927—1930), Бердичевський (1926), Переяславський (1925), Кам'янець-Подільський (1925), Полтавський (Українська синодальна церква 1923—1924), Прилуцький и Пирятинський, вікарій Полтавської єпархії через Григорія (Лісовського) (Російська православна церква 1923)
- Архієпископ Микола Пивоварів (Пивоваров), Кам'янець-Подільський (1922—1927) (Діяльно-Христова церква)
- Єпископ Юхим Калишевський, Одеський (1929—1930), Черкаський і Єлисаветградський (1923—1929), Звенигородський (1922—1923)
- Єпископ Володимир Самборський, архієпископ Київський (1930—1936), Глухівський та Конотопський (1926—1929)
- Єпископ Микола Карабиневич, архієпископ Уманський (1930—1936), Уманський (1929—1930), Могилів-Подільський (1923—1929)
- Єпископ Конон Бей, архієпископ Черкаський (1930—1936), Черкаський і Чигиринський (1928—1930), Прилуцький і Роменський (1922—1928), Богуславський (1922)
- Єпископ Олександр Червінський (Червинський), Вінницький (1932–1934), Чернігівсько-Ніжинський (1927–1930), Конотопсько-Глухівський (1925–1926)
- Єпископ Юрій (Георгій) Тесленко, Білоцерківський (1925–1930)
- Єпископ Петро Ромоданов, Лохвицький (1923–1928) (Діяльно-Христова церква)
- Єпископ Максим Задвірняк, Проскурівський (1923–1930)
- Єпископ Володимир Дахівник-Дахівський, Тульчинський (1927–1930), Кам'янецький (1922–1927), Переяславський (1922)
- Єпископ Марко Грушевський (1922–1930)
- Єпископ Григорій Мозолевський, Конотопський (1924–1930?)
- Єпископ Михайло Маляревський, Волинський (1921–1936?)
- Єпископ Микола Ширяй, Роменський (1928–1930?), Ніжинський (1922–1925) (Діяльно-Христова церква)
- Єпископ Феофан Хомжа, Новомиргородський і Зінов'євський (1925) (Діяльно-Христова церква)
- Єпископ Петро Тарнавський (1923–1924) (Діяльно-Христова церква)
- Єпископ Володимир Бржосньовський, Дніпропетровський (1928–1930), Білоцерківський (1921–1924) (Діяльно-Христова церква)
- Єпископ Юрій Прокопович, Зинов'ївський (1926), Луганський (Українська синодальна церква 1922?—1926)
- Єпископ Григорій Стороженко, Київський (1921—1926)
- Єпископ Пилип Бучило, Миколаївський і Херсонський (1921—1930)
- Єпископ Яків Чулаєвський, Глухівський (1928—1930), Бердичівський (1923—1925) (Діяльно-Христова церква)
- Єпископ Павло Погорілко, Ольгопільский, вікарій Подільскої єпархії (Українська синодальна церква 1923—1925) → Українська соборно-єпископська церква